# Transjön (Östra Frölunda socken, Västergötland)
Transjön är en sjö i Svenljunga kommun i Västergötland och ingår i Ätrans huvudavrinningsområde.